# والتر اوفنبرگ
والتر اوفنبرگ (به انگلیسی: Walter Auffenberg) (۶ فوریه ۱۹۲۸ - ۱۷ ژانویه ۲۰۰۴) زیست‌شناس آمریکایی است. او حدود ۴۰ سال از عمر خود را صرف تحقیق و مطالعه پیرامون دیرین‌شناسی خزندگان و دوزیستان و آرایه‌شناسی و زیست‌شناسی تعداد زیادی گونه خزنده، از جمله تمساح‌ها و اژدهاهای کومودو کرده است. او در سال ۱۹۲۸ در Detroit, Michigan به دنیا آمد. پس از فارغ‌التحصیل شدن از دبیرستان به DeLand, Florida نقل مکان کرد تا در دو بیشه کوجک مرکبات که متعلق به والدینش بود کار کند. کمی بعد، در نیروی دریایی ایالات متحده ثبت نام کرد و به عنوان Hospital Corpsman آموزش دید. پس از مرخص شدن از وظیفه به فلوریدا برگشت و در Stetson University در DeLand ثبت نام کرد و در سال ۱۹۵۱ مدرک کارشناسی خود را در رشته جانورشناسی دریافت کرد.